# Poikilohydrický organismus
Poikilohydrický organismus je organismus, v jehož těle se značně mění obsah vody, a tudíž střídavě vysychá a opět přijímá velké množství vody, aniž by tím utrpěl. Tato schopnost se nazývá poikilohydrie.
Příčinou je primárně fakt, že postrádají mechanismy, jimiž by vysychání zabránily. Patří k nim například mechorosty nebo lišejníky, dále některé řasy (u nichž se mění voda např. během přílivů a odlivů).